# Matopo oberthueri
Matopo oberthueri är en fjärilsart som beskrevs av Pierre E.L. Viette 1965. Matopo oberthueri ingår i släktet Matopo och familjen nattflyn. Inga underarter finns listade i Catalogue of Life.